# Teroristické útoky v Bombaji v listopadu 2008
Teroristické útoky v Bombaji v listopadu 2008 byly sérií dvanácti koordinovaných bombových útoků na různých místech v indické Bombaji. Teroristické útoky, které uskutečnilo deset členů islámské militantní organizace Laškare tajjaba (tzv. Armády čistých) sídlící v Pákistánu za pomocí automatických zbraní a granátů, započaly 26. listopadu a skončily v sobotu 29. listopadu 2008. Při útocích bylo zabito nejméně 174 lidí, včetně devíti teroristů, a dalších nejméně 300 lidí bylo zraněno.
Osm útoků bylo uskutečněno v Jižní Bombaji, a to v nádraží čhatrapatiho Šivádžího, hotelech Oberoi Trident a Taj Mahal Palace & Tower, restauraci Leopold Cafe, nemocnici Cama Hospital, Nariman House, kině Metro BIG Cinemas a v ulici nedaleko St. Xavier's College. Další exploze se udály v přístavišti na ostrově Mazagaon a ve Vile Párle.
Útoky se staly předlohou pro filmový akční thriller Hotel Mumbai z roku 2018.